# Jean Dondelinger
Jean Dondelinger (Ciudad de Luxemburgo, 4 de julio de 1931 - Ciudad de Luxemburgo, 21 de octubre de 2004) fue un político y diplomático luxemburgués que accedió a la Comisión Europea y formó parte de la denominada Comisión Delors II entre 1989 y 1993.

## Biografía
Nació el 4 de julio de 1931 en la Ciudad de Luxemburgo. Estudió Derecho en Nancy y París, y Ciencias Políticas en la Universidad de Oxford.
Falleció el 21 de octubre de 2004 en su residencia de Luxemburgo.

## Actividad política
En el año 1958 pasó a formar parte del Ministerio de Asuntos Exteriores de Luxemburgo como director de la sección de Relaciones Económicas Internacionales. En 1975 fue nombrado embajador de su país ante la Comunidad Económica Europea (CEE), puesto en el que se mantuvo hasta 1984. Posteriormente regresó a Luxemburgo para asumir la función de Secretario del Ministerio de Asuntos Exteriores.
En el año 1989 y tras una larga y reconocida carrera en la actividad política, fue nombrado miembro de la denominada Comisión Delors II, donde se hizo cargo de la cartera de Asuntos Culturales y Audiovisuales hasta 1993.
- Datos: Q697541